# Anders Giöding
Anders Giöding, född 2 maj 1683 i Stockholm, död 12 maj 1758, var en svensk borgmästare.

## Biografi
Anders Giöding föddes 1683 i Stockholm. Han var son till rådmannen Erich Giöding i Stockholm. Giöding blev 1696 student vid Uppsala universitet och blev 1700 auskultant vid rådhusrättern och kämnärsrätten. Han blev 12 mars 1703 brottmålsnotarie vid Söders kämnärsrätt och 12 februari 1712 civilnotarie. Giöding blev 18 april 1755 utnämndes till handelsborgmästare i Stockholm. Han avled 1758.

### Familj
Giöding gifte sig 11 februari 1720 med Lucia Reef (1701–1766), dotter till handelsmannen Johan Reef och Maria Elisabeth Schröder i Stockholm. De fick tillsammans barnen miniatyrmålaren Maria Magdalena Giöding (1722–1786) som var gift med inspektorn Carl Hasselqvist (död 1796), Lucia Giöding (född 1724), primariekämnären Anders Giöding (1732–1803).